# Tiers-investisseur
Dans le domaine de l'ingénierie financière, un tiers investisseur est un partenaire qui intervient dans un système où un client ne pourrait pas acheter seul un bien ou un service, faute d'avance suffisante de fonds. Le tiers est alors issu des secteurs public ou privé.
Le tiers intervient quand il juge l'investissement rentable pour les deux parties (le client et l'investisseur), par exemple quand il permet d'importantes économies de chauffage et, souvent, par la même occasion, une moindre contribution au dérèglement climatique, aux émissions de gaz à effet de serre, d'électricité, d'eau, de transport, des gains de temps, etc.
Un tel système est différent de l'emprunt, qui répond aux mêmes besoins, mais transfère la charge financière vers un acteur qui a les moyens de l'assumer et d'attendre le retour sur investissement pour se rembourser en totalité, avec une marge bénéficiaire.
Le tiers-investisseur et son client peuvent en outre bénéficier de certaines aides : subventions, défiscalisation, bonifications.

## Principes
Il s'agit généralement d'améliorer l'efficience d'un système, par exemple en diminuant la consommation énergétique d'un « utilisateur » sans augmenter son budget annuel (sauf augmentation des prix) ; le client remboursera peu à peu le tiers investisseur du capital qu'il a investi pour le compte de son client ainsi que la rémunération de ce capital et l'éventuel risque financier pris par le tiers dans l’opération.
C'est le « tiers » (une banque, banque solidaire ou plus souvent une entreprise spécialisée) qui - à la place du client (particulier, gestionnaire industriel ou d'une collectivité) - préfinance (c'est-à-dire prend à sa charge) les études, travaux et la gestion ou l'achat du service concerné, quand ce tiers pense (ou qu'il est certain) que l'opération est rentable pour lui, c'est-à-dire quand il estime que son travail et la plus-value qu'il apporte seront remboursés via les économies estimées générées par l'opération.

C'est très souvent le cas par exemple pour les investissements d'économies d'énergie (isolation de toiture, isolation extérieure, achat d'une nouvelle chaudière, installation d'un puits canadien, pose de panneaux solaires, etc.);
Le tiers investisseur prend généralement (à vérifier dans le contrat) le rôle de Maître d'ouvrage délégué, et à ce titre défend et représente son client face à l'architecte, l'administration, les entrepreneurs ou fournisseurs de matériaux ou matériels.
Le tiers calcule qu'après un certain délai l'investissement sera remboursé, et il se financera durant un certain temps (de manière à s'assurer un certain bénéfice) par les nouvelles économies faites.
Le temps du contrat, l'opération est « blanche » pour le client ; par exemple durant x années, au lieu de payer sa facture à son fournisseur de gaz et d'électricité, il la paiera au tiers investisseur qui se remboursera sur les économies faites.
Après un certain temps (prévu par le contrat), alors que les investissements ont été rentabilisées, l'opération est close (par exemple dans le cas d'une opération d'économie d'énergie, le client ne paye plus que ce qu'il doit encore à son fournisseur d'énergie). Les gains financiers nets sont pour le client (par exemple, si son installation produit plus d'électricité qu'elle n'en consomme et que cette électricité est reversée sur le réseau, c'est le fournisseur qui devient débiteur d'argent envers ce client qui s'enrichit là où autrefois il dépensait).

## Avantages
Il s'agit d'un système gagnant-gagnant pour les deux parties, si le tiers n'est pas trop « gourmand ». Une relation de confiance étant nécessaire, certains tiers jouent le jeu de la transparence envers le client.
Le grand avantage qu'en tire le client est qu'il n'a plus à se soucier de la gestion technique, administrative et financière du programme d'investissement, voire de la gestion matérielle du bien acquis si celle-ci est sous-traitée par le tiers investisseur à une entreprise compétente pour ce faire.
Le tiers investisseur ne joue souvent qu'un rôle de financeur et d'assemblier, il lance des appels d'offres pour faire jouer les règles de la concurrence auprès des sous-traitants qui s'occuperont des aspects techniques du projet, mais il reste garant des performances et de la qualité de la réalisation et des éventuelles actions correctrices.
Le tiers investisseur assure le financement total du programme d'investissement, qui comprend généralement :
- les études et services d'ingénierie (dont autorisations particulières (ex : en périmètre de protection), déclaration ou permis de construire) ;
- la recherche et le paiement des entrepreneurs et sous-traitants mobilisés ;
- les coûts de financement intercalaire ;
- ses propres honoraires.

Généralement, le Client peut quand il le souhaite (et s'il en a les moyens) rembourser l'investissement ou le solde restant dû (sans indemnité de remploi) pouvant ainsi économiser les frais financiers encore prévus. Il cesse de payer quand : 
- le remboursement complet du CTR (coût total de réalisation) du projet est acquis ;
- ou quand la fin de la durée maximale de remboursement prévue par le contrat est atteint, et s'il restait un solde dû alors que la performance était insuffisante, ce solde est pris en charge par le tiers investisseur.

Toute augmentation des prix augmente le « gain » financier du client, et dans le domaine de l'énergie notamment, toute économie supplémentaire (liée à une augmentation du prix de l'énergie par exemple) se traduit aussi souvent par une diminution des émissions de gaz à effet de serre (mais pas nécessairement si elle est accompagnée d'augmentations de production d'objets ou services utilisant des ressources fossiles).

## Difficulté pour le tiers-investisseur
Il doit faire preuve d'une bonne capacité de prospective et d'anticipation et être capable de s'assurer contre le risque. Par exemple dans le domaine de l'énergie, si la tendance générale est à la hausse des prix de l'énergie, il existe des fluctuations des cours alors que le tiers investisseur doit s'engager sur la base de son évaluation du potentiel d'économie ; s'il assure à son client que ce dernier fera grâce à l'investissent prévu 5 000 €/mois d'économie et que ce seuil n'est pas atteint, c'est le tiers investisseur qui paye la différence. Dans certains pays, le prix de rachat de l'électricité est garanti par l'État sur plusieurs années, voire plusieurs décennies (par exemple pour le rachat de l'électricité d'origine éolienne ou photovoltaïque).

## Exemples

### Dans le domaine de l'énergie
Les objectifs mondiaux, européens (et donc nationaux) de lutte contre les émissions se gaz à effet de serre, et d'adaptation au changement climatique impliquent que soient mis en place des systèmes de « rénovation facteur 3 ou 4 » ou d'habitats à énergie positive.
Si l'objectif d'économie est très ambitieux, ces investissements (isolation par l'extérieur, puits de lumière, puits canadiens, etc., ne seront souvent qu'en partie (ou à long terme) remboursées par les économies d'énergie. Afin de valoriser les économies au moment des travaux et « en une seule fois », les sociétés de rénovation thermique doivent mobiliser le tiers-investissement classique, mais aussi les subventions disponibles (des collectivités, de l'Europe, des Agences telle que l'Ademe en France). Elles prennent cela en charge, parfois via un guichet unique (à créer cependant dans la plupart des pays), pour que le client n'ait pas à remplir les fastidieux dossiers de demandes d'aides financières.
Le tiers-investisseur peut devenir ensemblier immobilier, capable de prendre en charge tout le processus, de l'audit à la réalisation et évaluation finale. En particulier, pour atteindre des objectifs de type facteur 4, les tiers-investisseurs doit disposer des meilleures capacités de diagnostic, scientifiquement et techniquement très étayées. Il doit aussi mobiliser une ressource financière pas trop chère, et à long terme (suivi sur 20-25 ans).
En France, l'INESTENE présidé par Pierre Radanne a depuis longtemps défendu le principe du tiers-investisseur. Dans les années 1980, la Caisse des dépôts avait créé un outil dit Cynerg, qui pourrait éventuellement être réactivé et amélioré (avec le soutien de l'Ademe et des collectivités). Des outils tels qu'Isolto ont été testés. Des agences telles que FEDESCO en Belgique, l'agence de Gratz en Autriche, l'agence de l'énergie de Berlin font du tiers-investissement, mais sur la base de modèle ne permettant pas encore d'atteindre le facteur 3 ou 4. La région Rhône-Alpes, le Nord-Pas-de-Calais, des villes (dont Paris) réfléchissent à l'élaboration de nouveaux outils de ce type, avec notamment le soutien du réseau Energy Cities, et pour tenter de mieux répondre aux demandes de la Convention des maires.
Début 2013, selon Cécile Duflot, "Ministre de l'Égalité des territoires et du Logement", en France, la transition énergétique implique une rénovation thermique massive des bâtiments, qui pourrait permettre in fine la création de 75 000 emplois. L'objectif français est une meilleure efficacité énergétique pour 500 000 logements à rénover par an avant la fin du quinquennat de François Hollande, avec l'aide de mécanisme de financement comme le PTZ, en attendant la création d'un guichet unique regroupant les solutions techniques, les professionnels ad hoc et les aides financières possibles (dont le tiers-financement).

### Dans le domaine de l'exploitation cinématographique
Le format 35 mm, standard de projection depuis l'origine du cinéma, est progressivement remplacé au début du XXIe siècle par la projection numérique. Dans cette mutation, les salles de cinéma doivent investir dans de nouveaux équipements très coûteux, alors que l'économie qui résulte de l'abandon du support argentique profite à une autre profession, la distribution de films.
Ainsi sont apparus des tiers-investisseurs : ces sociétés proposent des solutions techniques et financières permettant le déploiement de l'équipement pour la projection numérique, fondées sur la collecte de frais de copies virtuels qui permettent d'assurer la prise en charge d'une part importante de l'investissement des cinémas par les distributeurs de films.

### Domaines variés d'application
Cette forme d'investissement est utilisée dans de nombreux domaines tels que l'investissement industriel, la création (musique, cinéma), l'informatisation d'un service, l'investissement pour du télétravail, etc. Bien que l'intérêt suscité par cette forme d'investissement n'ait pas toujours de fondements éthiques (le tiers-financement pourrait financer aussi une économie maffieuse et criminelle), il est - sous certaines conditions de compétence transparence et bonne gouvernance - souvent facilitateur du développement durable, notamment dans le domaine de l'énergie où les économies peuvent être très importantes, mais avec des investissements lourds pour le citoyen ou l'entité qui consomme l'énergie.
En Belgique, le gouvernement fédéral a créé en 2005 « FEDESCO» et qui est tiers-investisseur pour les bâtiments publics fédéraux et les entreprises publiques fédérales, et est financé par le fonds Kyoto (1,5 million d’euros de capital social) et par des emprunts (de 4 millions d'euros).
En particulier, la Région wallonne espère créer environ 15 000 emplois dans le secteur de la rénovation du bâtiment en soutenant le tiers-investissement pour rénover 400 000 logements. En 2005, un Fonde de réduction du coût global d’énergie, (société anonyme de droit public dotée de 2,5 millions d’euros de capital, filiale de la Société fédérale d'investissement, qui - avec les Régions, fera du tiers-investissement (avec garantie de l’État) pour les ménages à petits revenus.
De nombreux pays ont créé des fonds, qui dans le cadre de la lutte contre le dérèglement climatique (ex. : Fonds argentin du carbone) peuvent encourager le tiers-investissement ou y contribuer directement.
En France, en 2009, Neoen et la filiale du groupe Fayat, Castel et Fromaget, ont créé une société financière pour offrir à des agriculteurs volontaires des hangars photovoltaïques accueillant au minimum 1 000 m2 de panneaux solaires (visant les régions ensoleillées telles que Provence-Alpes-Côte d'Azur, Languedoc-Roussillon et Midi-Pyrénées). Ce tiers-investisseur pose les panneaux et construit à ses frais les hangars et l'installation électrique, il paye les impôts et taxes liées au hangar. L'agriculteur devient propriétaire et bénéficiaire de l'installation à l'expiration du bail qui est de 30 ans.

## Freins et inconvénients
Dans le domaine de l'immobilier et en particulier de l'habitat locatif ou de la copropriété, c'est l'habitant et non le loueur ou le syndic gérant la copropriété qui bénéficie le plus des investissements d'économies d'énergie.
Ces derniers peuvent ne pas mesurer l'intérêt de faire appel à un tiers investisseur. L'habitant ne peut alors amorcer les investissements nécessaires (ex : isolation par l'extérieur, pose de panneaux solaires, de petit éolien, changement de chaudière d'une maison ou d'un appartement loué.
D'autres freins existent :
- Faute de connaissances spécialisées, on mesure souvent mal les moments et lieux où il serait très rentable d'investir.
- Dans une économie de plus en plus éclatée et mondialisée, les habitants (locataires ou propriétaires) déménagent de plus en plus souvent au cours de leur vie. Investir, avec ou sans tiers-investisseur dans le domaine de l'énergie est souvent un investissement qui paraît de moyen ou long terme, c'est-à-dire bénéficiant aux futurs habitants et peut-être pas à soi-même. Ainsi souvent l'effort de rechercher un tiers-investisseur et de négocier un contrat avec lui est souvent repoussé.
- L'offre bancaire et assurantielle dans ce domaine est très pauvre.
- Il est difficile de trouver des tiers-investisseurs finançant les opérations à long temps de retour, ou pour des entités à revenus modestes (ex. : fours ou panneaux solaires dans les pays en développement).
- Les lois de finances, règles ou traditions budgétaires, ainsi que le code des marchés publics, avec cependant d'importantes variations selon les époques et les pays, n'encouragent souvent pas la décentralisation de la gestion des factures énergétiques, ni l'appel à des systèmes de long-terme et les partenariats public-privé (PPP) impliquant un tiers-investissement, bien que les agences de l'énergie (l'Ademe en France, par exemple) jouent cependant parfois presque le rôle de tiers-investisseur, de même que certains fonds (fond-énergie, etc.) que ces agences et certaines collectivités mettent en place.
- Des contrats sibyllins permettraient à certains tiers-investisseurs de parfois faire des bénéfices exceptionnels, sans y associer leurs clients, voire de bénéficier de certaines crises ou guerres, causes de fortes hausses du coût de l'énergie. Certains suggèrent une transparence totale ou des procédures particulières pour les cas de bénéfices inhabituels (mesures pouvant être une contrepartie aux mesures prises par de nombreuses collectivités pour faciliter le tiers-investissement par des aides publiques). Il serait logique et juste qu'une partie de ce type de bénéfice puisse être réinjecté dans les fonds de roulement permettant le tiers-investissement ou dans des assurances permettant des investissements un peu plus risqués ou moins rentables à court terme, mais rentables à long terme[6].